# Jihan Ammar
Jihan Ammar (...) è un'artista egiziana.

## Biografia
Jihan è il vicedirettore della fotografia all'AFP (Agence France- Presse) nella zona del Medio Oriente, presso la sede regionale di Nicosia. Risiedendo in diversi luoghi come Il Cairo, Tehran, Parigi e Nicosia, Jihan ha lavorato come fotogiornalista professionale e photo editor per più di dieci anni trattando storie che vanno da Baghdad a Sidney.
Studia all'Ithaca College di New York e si diploma in Comunicazione di massa nel 1992, con una specializzazione in Scienze Politiche. La sua carriera giornalistica inizia a Il Cairo all'“Al-Ahram Weekly”, il primo giornale in lingua inglese di tutto l'Egitto. (EN) 
Le sue fotografie per l'AFP fatte in Iraq, Egitto, Israele e nel territorio palestinese sono apparse sui quotidiani e sui giornali di tutto il mondo. Il suo lavoro mostra la sua prospettiva e la porta a perseguire un approccio documentaristico all'interno di un personale corpo di lavoro. 
Spesso il fotogiornalismo rappresenta la storia degli spazi pubblici, il lavoro di Jihan parla invece di storie personali in spazi privati. Fotografa i suoi amici e la sua famiglia, che diventano attori. Le sue fotografie si rifanno ai ritratti tradizionali e ai ritratti di famiglia. I matrimoni della classe media del Medio Oriente sono uno dei temi preferiti dalla fotografa.

## Mostre
I suoi lavori sono stati esposti in tutto il mondo: all'Institute du Monde Arab a Parigi, al Fotographie Forum International di Francoforte, all'African Biennale of Photography di Bamako in Mali, alla Townhouse Gallery de Il Cairo e alla Fifty Crows Gallery di San Francisco.

## Premi
Nel 2003 vince il premio per la fotografia documentarista del Fifty Crows International Found, grazie alle foto in cui ritrae la vita di tutti i giorni di amici e famigliari.